# Oprør (Dødsspillet)
Oprør (originaltitel Mockingjay) er en science fictionroman af den amerikanske forfatter Suzanne Collins. 
Romanen handler om den nu 17-årige Kattua Everdeen og er det tredje og sidste bind i "The Hunger Games"-trilogien.
Romanen blev udgivet i USA den 24. august 2010, og på dansk den 24. marts 2011. Den filmatiseres ad to omgange; Mockingjay – del 1 fik dansk premiere 19. november 2014, mens Mockingjay – del 2 får dansk premiere d. 19. november 2015

## Trilogiens to første bind
1'eren er Dødsspillet (2009) og 2'eren er Løbeild (2010).